# Barrio de Jolja
Barrio de Jolja är en ort i Mexiko.   Den ligger i kommunen Aquismón och delstaten San Luis Potosí, i den centrala delen av landet, 230 km norr om huvudstaden Mexico City. Barrio de Jolja ligger 760 meter över havet och antalet invånare är 207.
Terrängen runt Barrio de Jolja är huvudsakligen kuperad, men åt sydost är den bergig. Runt Barrio de Jolja är det ganska tätbefolkat, med 90 invånare per kvadratkilometer. Närmaste större samhälle är Xilitla, 17,2 km söder om Barrio de Jolja. I omgivningarna runt Barrio de Jolja växer i huvudsak städsegrön lövskog.